# سیرا مک‌کلین
سیرا مک‌کلین (به انگلیسی: Sierra McClain) با نام کامل سیرا آیلینا مک‌کلین (به انگلیسی: Sierra Aylina McClain) (زاده ۱۶ مارس ۱۹۹۴) بازیگر و خواننده آمریکایی است. او خواهر چین آن مک‌کلین است.
او در فیلم‌های روان‌پزشک و هانی بازی کرده است.